# Oberster SA-Führer
O Oberster SA-Führer (Líder Supremo da SA), foi o chefe titular do grupo paramilitar do Partido Nazista, a Sturmabteilung (SA).

## História
A Sturmabteilung (SA) foi a organização paramilitar original de Adolf Hitler e do Partido Nazista da Alemanha. Desempenhou um papel significativo na ascensão de Hitler ao poder nas décadas de 1920 e início de 1930. Seus principais objetivos eram fornecer proteção para comícios e assembleias nazistas, interromper as reuniões de partidos opositores, lutar contra as unidades paramilitares dos partidos opositores, especialmente o Roter Frontkämpferbund do Partido Comunista da Alemanha (KPD) e o Reichsbanner Schwarz-Rot-Gold do Partido Social-Democrata da Alemanha (SPD), e intimidar os ciganos, sindicalistas e especialmente os judeus. Para centralizar a lealdade da SA, Hitler assumiu pessoalmente o comando de toda a organização em 1930 e permaneceu como Oberster SA-Führer durante toda a existência do grupo. Depois de 1931, aqueles que detinham o posto de Stabschef (Chefe do Estado-Maior), como Ernst Röhm, foram aceitos como comandantes da SA. 

### Insígnia
O Oberster SA-Führer não tinha nenhuma insígnia uniforme específica e era um título paramilitar que podia ser denotado de várias maneiras. Hermann Göring, por exemplo, criou um uniforme elaborado, com uma braçadeira com uma suástica acompanhada de faixas de serviço brancas. Em contraste, Maurice usava apenas uma camisa marrom de soldado de assalto nazista, sem insígnia, assim como Hitler quando detinha o título de Oberster SA-Führer. 

## Titulares
| N°                                                  | Retrato | Nome (Nascimento-Morte)               | Mandato               | Mandato                 | Mandato           | Partido | Ref.  |
| N°                                                  | Retrato | Nome (Nascimento-Morte)               | Posse                 | Fim                     | Tempo no cargo    | Partido | Ref.  |
| --------------------------------------------------- | ------- | ------------------------------------- | --------------------- | ----------------------- | ----------------- | ------- | ----- |
| 1                                                   |         | Emil Maurice (1897–1972)              | Fevereiro de 1920     | Agosto de 1921          | 1 ano, 6 meses    | NSDAP   | [ 3 ] |
| 2                                                   |         | Hans Ulrich Klintzsch (1898–1959)     | Outubro de 1921       | Fevereiro de 1923       | 1 ano, 4 meses    | NSDAP   | [ 3 ] |
| 3                                                   |         | Hermann Göring (1893–1946)            | 1 de março de 1923    | Novembro de 1923        | 9 meses           | NSDAP   | [ 4 ] |
| Vago (Novembro de 1923 – 1º de novembro de 1926)[a] |         |                                       |                       |                         |                   |         |       |
| 4                                                   |         | Franz Pfeffer von Salomon (1888–1968) | 1 de novembro de 1926 | 29 de agosto de 1930[b] | 3 anos e 9 meses  | NSDAP   | [ 5 ] |
| 5                                                   |         | Adolf Hitler (1889–1945)              | 2 de setembro de 1930 | 30 de abril de 1945 †   | 14 anos e 7 meses | NSDAP   | [ 5 ] |